# Doppl (Leonding)
Doppl ist der südlichste Stadtteil von Leonding. Mit 3040 Einwohnern (Stand 2024) ist Doppl einer der bevölkerungsreichsten Stadtteile Leondings.

## Geografie
Doppl grenzt im Westen und im Norden an die dünn besiedelten Leondinger Stadtteile Staudach, Felling und Reith sowie an die Bundesstraße 139. Im Osten bildet der bevölkerungsreichste Stadtteil Leondings Hart die Grenze, im Süden die Wiener Straße B1 bzw. die Landeshauptstadt Linz.

## Geschichte
Erstmals urkundlich erwähnt wurde der Ort 1359 als „Topel“, gebildet zu mittelhochdeutsch tobel (talartiger Einschnitt, Senke).
Doppl war bis in die Mitte des 20. Jahrhunderts äußerst dünn und ländlich besiedelt. Während des Zweiten Weltkriegs zählte der Stadtteil damals gemeinsam mit Hart gerechnet kaum 500 Einwohner. Nach dem Zweiten Weltkrieg setzte ein starker Zuzug ein, die Bevölkerung versechsfachte sich bis 1958 auf über 3.000 Einwohner.
In Doppl stehen vor allem Einfamilienhäuser. Straßennamen wie die VÖEST-Straße zeugen noch heute von einer engen Verbindung zur VÖEST.

## Infrastruktur
In Doppl befindet sich mit dem UNO Shopping das größte leerstehende Einkaufszentrum Österreichs. Außerdem befindet sich das Stadion des erfolgreichsten Leondinger Fußballklubs, dem ASKÖ Doppl-Hart 74, in Doppl.

## Kultur und Sehenswürdigkeiten
- Evangelische Pfarrkirche Leonding-Doppl
- Katholische Pfarrkirche Leonding-Doppl